# 長岡市立岡南中学校
長岡市立岡南中学校（ながおかしりつ こうなんちゅうがっこう）は、新潟県長岡市十日町に所在する市立中学校。

## 概要
1963年に開校。全校生徒数135名（1年48名・2年39名・3年48名、2013年度）。
また、2013年度にて創立50周年となり、記念行事が行われた。

## 沿革
- 1963年4月1日 - 十日町中学校・六日市中学校を統合して開校。

## 通学区域
#外部リンクを参照。

### 進学前小学校
- 長岡市立岡南小学校
- 長岡市立十日町小学校
- 長岡市立石坂小学校（一部のみ）

## 交通
- JR上越線 越後滝谷駅徒歩10分